# رافاييل كاميرون
رافاييل كاميرون (بالإنجليزية: Rafael Cameron)‏ هو فنان أمريكي، ولد في 1951 في جورج تاون في غيانا.

## وصلات خارجية
- رافاييل كاميرون على موقع ميوزك برينز (الإنجليزية)
- رافاييل كاميرون على موقع ميوزك برينز (الإنجليزية)
- رافاييل كاميرون على موقع أول ميوزيك (الإنجليزية)
- رافاييل كاميرون على موقع ديسكوغز (الإنجليزية)